# Mody Traoré
Mody Traoré (Metz, 14 juli 1980) is een Franse voetballer (verdediger) van Senegalese afkomst die sinds 2001 voor de Franse eersteklasser Valenciennes FC uitkomt. Eerder speelde hij onder meer voor AS Nancy en AC Ajaccio.